# تبعياط (امرديتسن)
تبعياط هو دُوَّار يقع بجماعة تمزكدة أوفتاس، إقليم الصويرة، جهة مراكش آسفي في المملكة المغربية. ينتمي الدوّار لمشيخة امرديتسن التي تضم 12 دوار. يقدر عدد سكانه بـ 608 نسمة حسب الإحصاء الرسمي للسكان والسكنى لسنة 2004.

## روابط خارجية
- البوابة الوطنية للجماعات الترابية نسخة محفوظة 12 مارس 2018 على موقع واي باك مشين.
- المندوبية السامية للتخطيط